# Dayton Cyclecar
Die Dayton Cyclecar Company war ein US-amerikanischer Automobilhersteller.

## Beschreibung
Das Unternehmen hatte seinen Sitz in Joliet (Illinois). 1914 wurden dort Fahrzeuge unter dem Namen Dayton gebaut. Gründer der Firma war William O. Dayton, der 1906–1909 schon Automobile unter dem Namen Reliable Dayton in Chicago gebaut hatte.

## Fahrzeuge
Die Fahrzeuge wurden zwar als Cyclecars bezeichnet, allerdings erfüllten sie die Kriterien nicht, weil der Hubraum oberhalb des Limits von 1100 cm³ lag. Der Dayton hatte einen Rahmen aus Hickory-Holz, auf dem eine Roadster-Karosserie mit zwei hintereinanderliegenden Sitzen (Tandemanordnung) oder eine Roadster-Karosserie mit zwei nebeneinander liegenden Sitzen aufgebaut war. Angetrieben wurde der Wagen von einem Vierzylinder-Reihenmotor von Spacke mit 18 bhp (13,2 kW) Leistung, dessen Kraft über ein Reibrollengetriebe und Riemen an die Hinterachse weitergeleitet wurde.
Der Wagen wurde in Joliet und in der Zeitschrift Motor Age als Nonplusultra eines Cyclecars – leicht und billig, aber sehr effizient – bejubelt. Ein Exemplar legte die Strecke von Chicago nach Joliet in 1 h 35 min. zurück und erreichte dabei eine Spitzengeschwindigkeit von ca. 100 km/h. Groß scheint allerdings die tatsächliche Nachfrage nach den US$ 375,– teuren Wagen nicht gewesen zu sein, denn schon im November 1914 wurde die Produktion wieder eingestellt.

## Modelle
| Modell   | Bauzeitraum | Zylinder | Leistung         | Radstand | Aufbauten                                    |
| -------- | ----------- | -------- | ---------------- | -------- | -------------------------------------------- |
| Cyclecar | 1914        | 4 Reihe  | 18 bhp (13,2 kW) | 2667 mm  | Roadster 2 Sitze (konventionell oder Tandem) |